# Climat du Cambodge

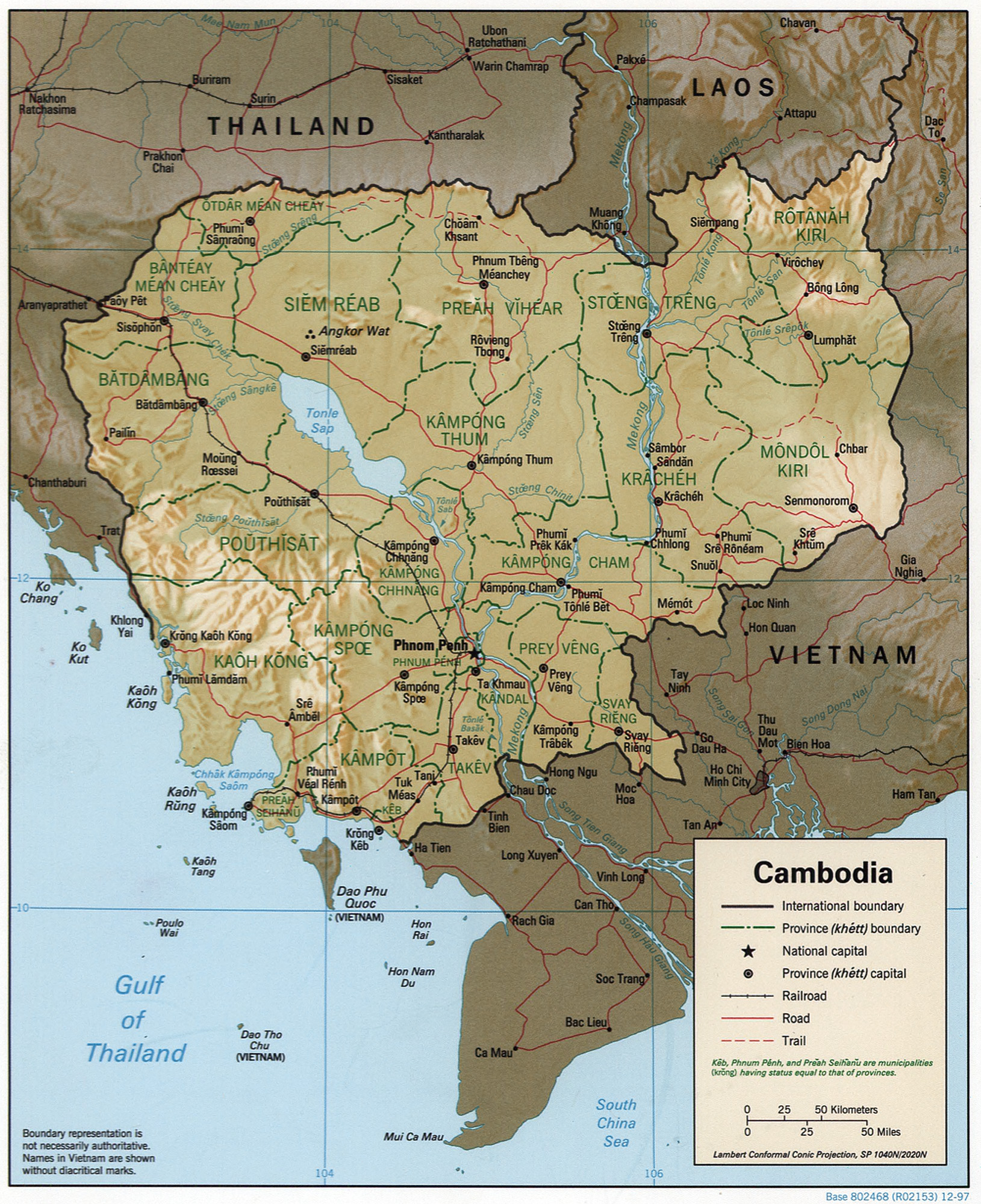
Carte détaillée

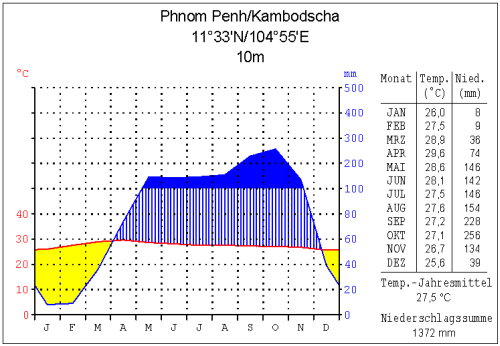
Le climat du Cambodge.

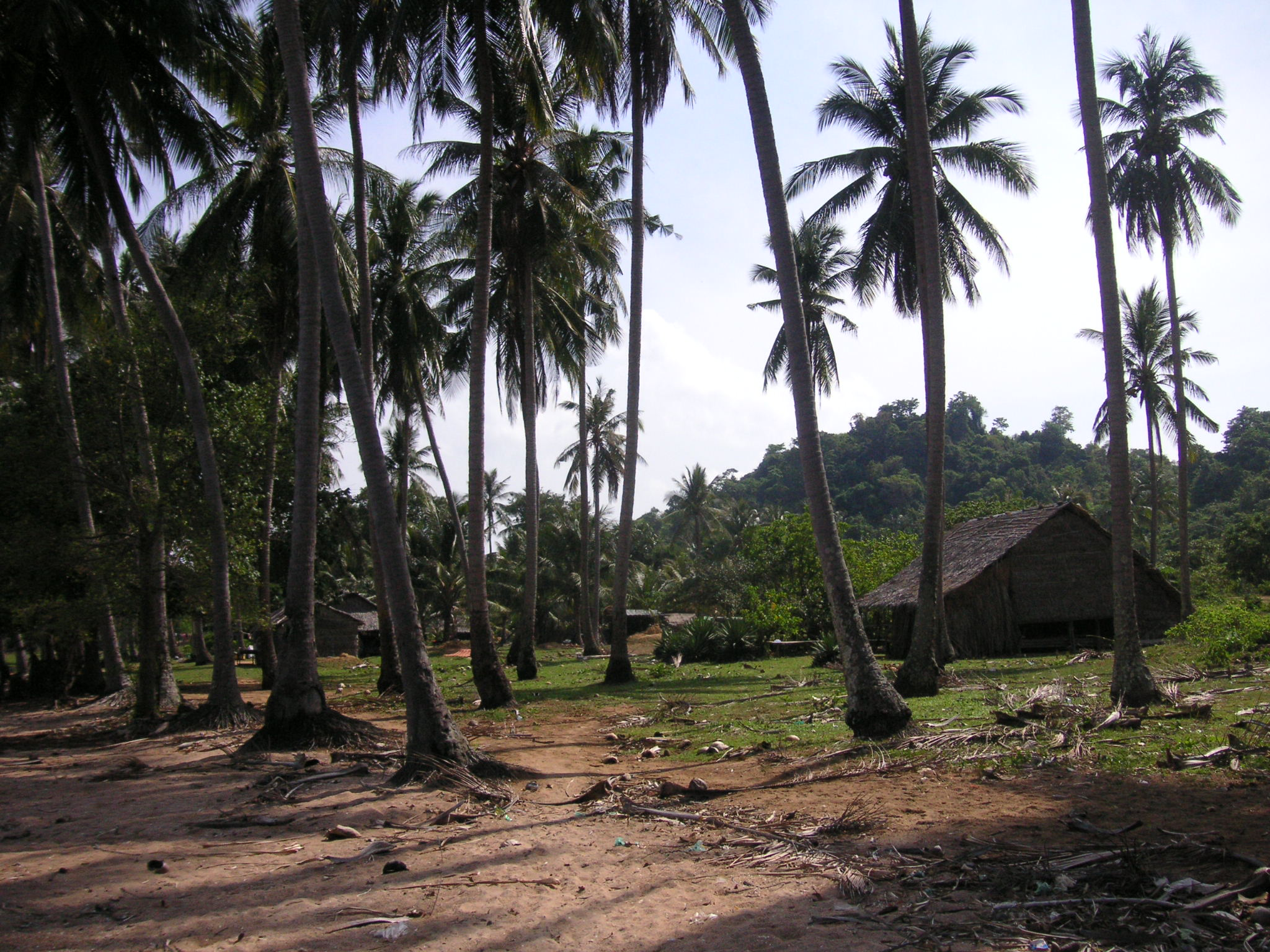
Le Cambodge des campagnes.

Le climat du Cambodge est sous l’influence d’un climat tropical à « saisons alternées ». Le Cambodge est l'un des pays les plus vulnérables au changement climatique.

## Pluviométrie
Les pluies s’échelonnent de mai à novembre. La sécheresse, quant à elle, est presque absolue entre décembre et avril. Le pays est situé en basse altitude, soit au niveau du fleuve ou encore plus bas, ce qui fait que la saison des pluies fait augmenter le niveau des lacs et du fleuve principal : le Mékong. Près de 80 % des précipitations reçues en une année tombent durant la saison des pluies. 
La moyenne annuelle des précipitations est comprise entre 100 et 150 cm ; le sud-est voit le plus de pluie. Dans le bassin du Tonlé Sap la moyenne est comprise entre 130 et 190 cm annuels, mais le chiffre varie d'année en année. Les précipitations augmentent avec l'altitude ; elles sont plus élevées sur la côte, qui reçoit de 250 à plus de 500 cm par an, la plus grande partie lors des moussons du sud-ouest. Toutefois, cette région draine à la mer ; peu de précipitations abondantes vont dans les rivières du bassin. L'humidité est relativement intense la nuit toute l'année, le plus souvent à plus de 90 %. Pendant la journée dans la saison sèche l'humidité est de 50 % ou un peu moins ; elle peut aller jusqu'à 60 % pendant la saison des pluies.

### Moussons
Le climat du Cambodge est dominé, comme dans le reste de l'Asie du Sud-Est, par les moussons, qui provoquent les saisons dites « sèches » et « des pluies ». Les vents des moussons sont créés par la pression haute et la pression basse alternant au-dessus de l'Asie centrale. En été, l'air humide des moussons du sud-ouest, auparavant sur l'océan Indien, s'approche de la péninsule indochinoise. Cette situation est inversée pendant l'hiver, où les moussons du nord-est passent avec de l'air sec. Les moussons du sud-ouest durent de la mi-mai à la mi-septembre ou début d'octobre, tandis que les moussons du nord-est s'étendent de novembre à mars. Le tiers sud du Cambodge voit une saison sèche d'environ deux mois, tandis que les deux-tiers au nord en voient une de quatre mois. De courtes périodes de transition interviennent entre les deux moussons, marquées par une humidité variée et une température plus ou moins constante.

## Températures
Les températures s'échelonnent entre 10 °C et 38 °C.

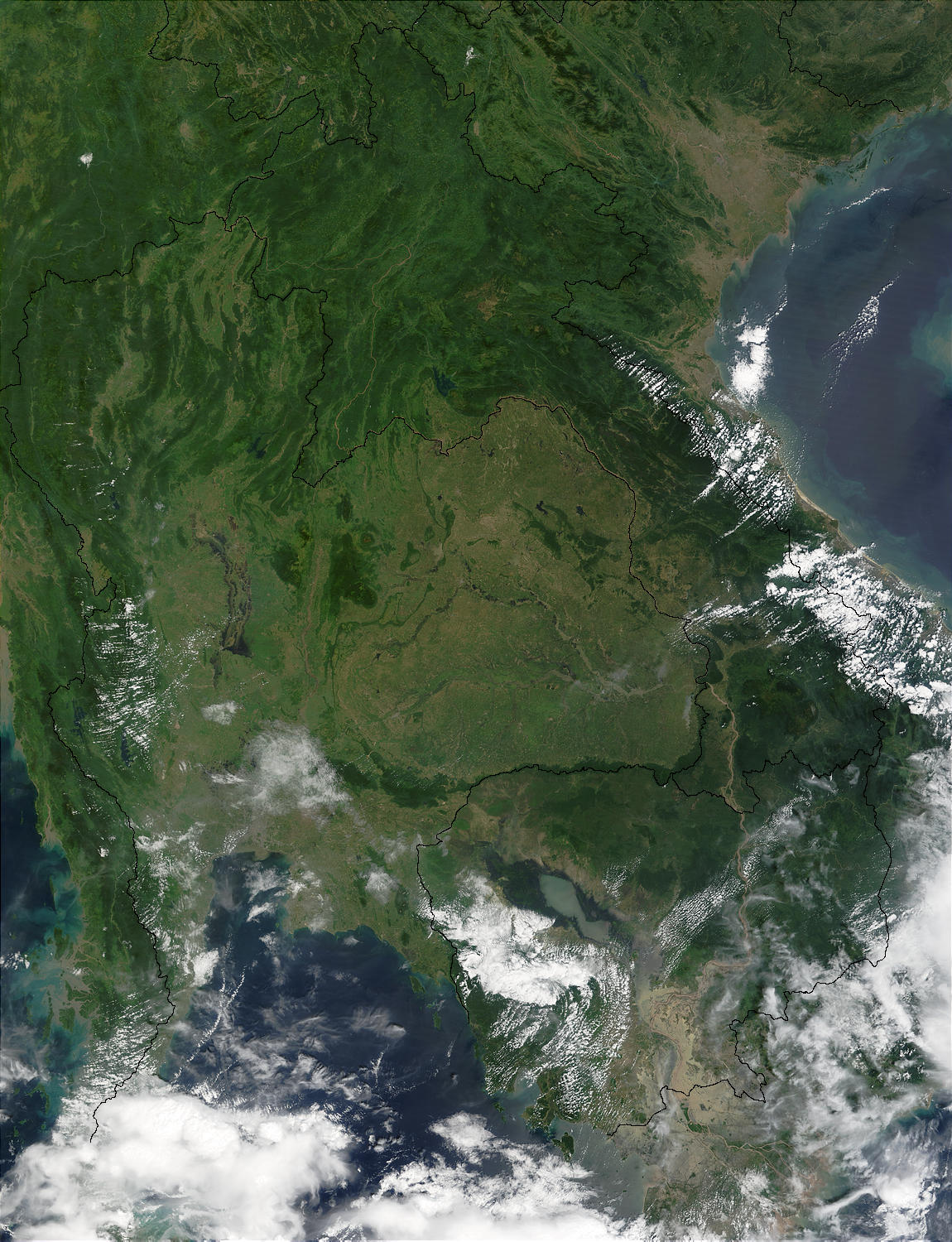
Inondations en Cambodge et Thaïlande

Les températures sont plus ou moins uniformes sur tout le bassin du Tonlé Sap, avec peu de variations de la moyenne annuelle de 25 °C. La moyenne maximale est de 28 °C, la moyenne minimale, de 22 °C. Des températures maximales de plus de 32 °C sont toutefois assez courantes, montant à plus de 38 °C dans la période juste avant le début de la saison des pluies. Les températures minimales ne baissent que rarement en dessous du seuil des 10 °C. Janvier est le mois le plus froid, et avril le plus chaud. Les typhons qui dévastent souvent la côte vietnamienne ne font que de rares dégâts au Cambodge.

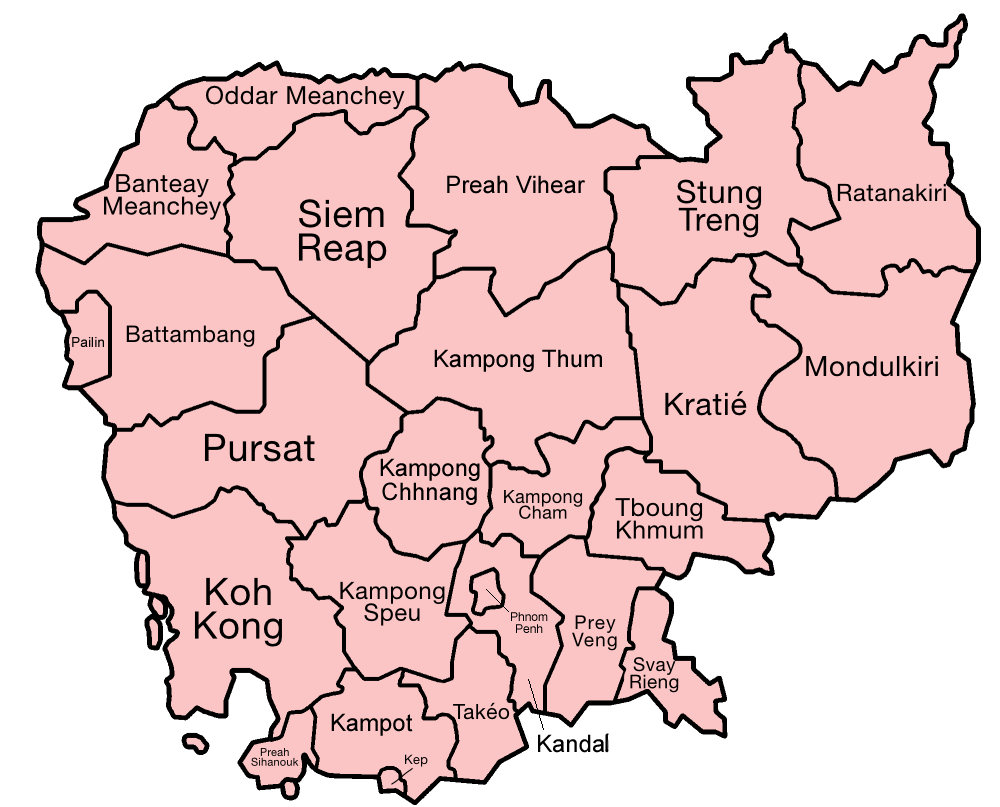
Localisation des provinces.

## Phnom Penh
Phnom Penh a un climat tropical humide et sec (Classification de Köppen «Aw»). Le climat est chaud toute l'année avec seulement des variations mineures. Les températures varient généralement de 22 à 35 °C et le temps est soumis aux mousson s tropicales. La mousson du sud-ouest souffle à l'intérieur des terres, apportant des vents chargés d'humidité du golfe de Thaïlande et de l'océan Indien de mai à novembre. La mousson du nord-est marque le début de la saison sèche, qui dure de décembre à avril. La ville connaît les précipitations les plus fortes de septembre à octobre avec la période la plus sèche en janvier et février.
La ville a deux saisons distinctes. La saison humide, de mai à octobre, qui peut voir la température monter jusqu'à 47 °C, est généralement accompagnée d'une humidité élevée. 
La saison sèche, de novembre à avril, connaît des températures plus basses, lorsque les températures nocturnes peuvent chuter à 22 °C, peu ou pas de pluies.
| Mois                              | jan. | fév. | mars | avril | mai   | juin  | jui.  | août  | sep.  | oct.  | nov.  | déc. |
| --------------------------------- | ---- | ---- | ---- | ----- | ----- | ----- | ----- | ----- | ----- | ----- | ----- | ---- |
| Température minimale moyenne (°C) | 21,7 | 22,2 | 23,3 | 24,4  | 24,4  | 24,4  | 24,4  | 24,4  | 24,4  | 24,4  | 23,3  | 21,7 |
| Température maximale moyenne (°C) | 31,1 | 32,8 | 33,9 | 35    | 33,9  | 32,8  | 32,2  | 32,2  | 31,1  | 30,6  | 30    | 30   |
| Précipitations (mm)               | 7,6  | 10,2 | 35,6 | 78,7  | 144,8 | 147,3 | 152,4 | 154,9 | 226,1 | 251,5 | 139,7 | 43,2 |

| Mois                                | jan. | fév. | mars | avril | mai   | juin | jui.  | août  | sep.  | oct.  | nov.  | déc. | année   |
| ----------------------------------- | ---- | ---- | ---- | ----- | ----- | ---- | ----- | ----- | ----- | ----- | ----- | ---- | ------- |
| Température minimale moyenne (°C)   | 21,8 | 22,8 | 24,3 | 25,5  | 25,6  | 24,9 | 24,8  | 24,6  | 24,4  | 24,2  | 23,2  | 21,9 | 24      |
| Température moyenne (°C)            | 26,6 | 28   | 29,4 | 30,2  | 30    | 29,2 | 28,7  | 28,5  | 28,2  | 27,2  | 27,1  | 26,3 | 28,3    |
| Température maximale moyenne (°C)   | 31,6 | 33,2 | 34,6 | 35,3  | 34,8  | 33,8 | 32,9  | 32,7  | 32,2  | 31,4  | 31,1  | 30,8 | 32,9    |
| Record de froid (°C)                | 12,8 | 15,2 | 19   | 17,8  | 20,6  | 21,2 | 20,1  | 20    | 21,1  | 17,2  | 16,7  | 14,4 | 12,8    |
| Record de chaleur (°C)              | 36,1 | 38,1 | 40   | 40,5  | 40    | 39,2 | 37,2  | 37,8  | 35,5  | 36,1  | 34,4  | 37,2 | 40,5    |
| Ensoleillement (h)                  | 260  | 226  | 267  | 240   | 202   | 192  | 143   | 174   | 129   | 202   | 213   | 242  | 2 490   |
| Précipitations (mm)                 | 12,1 | 6,6  | 34,8 | 78,8  | 118,2 | 145  | 162,1 | 182,7 | 270,9 | 248,1 | 120,5 | 32,1 | 1 411,9 |
| Nombre de jours avec précipitations | 1,2  | 1,1  | 3,4  | 6,8   | 15,9  | 17   | 18,1  | 18,3  | 21,5  | 19,3  | 10,2  | 4,5  | 137,3   |
| Humidité relative (%)               | 73   | 71   | 71   | 73    | 77    | 78   | 80    | 81    | 84    | 84    | 78    | 73   | 77      |

| Diagramme climatique                                  |             |              |              |               |             |               |               |               |               |               |              |
| J                                                     | F           | M            | A            | M             | J           | J             | A             | S             | O             | N             | D            |
| 31,621,812,1                                          | 33,222,86,6 | 34,624,334,8 | 35,325,578,8 | 34,825,6118,2 | 33,824,9145 | 32,924,8162,1 | 32,724,6182,7 | 32,224,4270,9 | 31,424,2248,1 | 31,123,2120,5 | 30,821,932,1 |
| Moyennes : • Temp. maxi et mini °C • Précipitation mm |             |              |              |               |             |               |               |               |               |               |              |